# Mines de Can Menera
Les Mines de Can Menera són al vessant sud del Bassegoda, a sota mateix de la masia de la Menera, a tocar el torrent de Can Menera. L'anàlisi de l'enginyer Lluís Maria Vidal dona una composició d'un mineral del 57% de plom i 57 grams de plata per quintar mètric.
Per alguns autors aquestes mines tenen un origen romà.
La primera referència datada és el 18 de març de 1225, quan Bernat de Llers vengué al Rei Jaume el Conqueridor el castell de Bassegoda amb les mines que hi hagués.
El 1740 el capità i senyor de les mines de Rocabruna, Pujals i Bassegoda, Juan Francisco Ruíz de Ubago Serrano y Martínez de Morentín, va fer una inversió en aquestes mines, per a una explotació en condicions capitalistes. La concessió s'anomenava La Bella Tomasita.
No es coneix exactament quantes mines hi ha, ja que alguna està tapada per evitar perills, però el seu nombre estaria entre 7 i 10. Encara es pot veure una casa de dos pisos, la casa dels “minerus”, amb la data 1845 en la llinda de la porta.